# Siti Nurhaliza

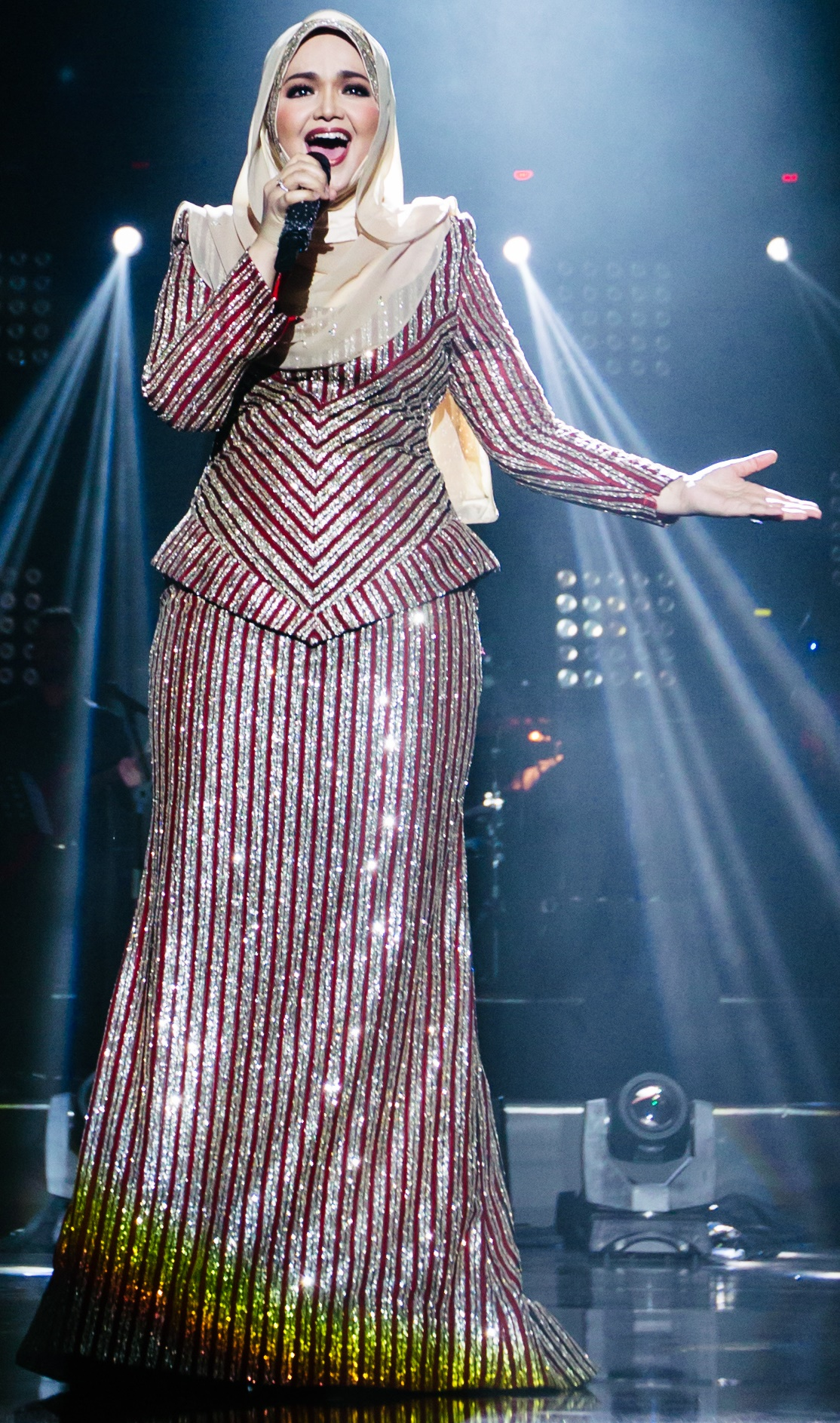
Siti Nurhaliza (2016)

Siti Nurhaliza binti Tarudin (* 11. Januar 1979 in Kampung Awah, Temerloh, Pahang) ist eine malaysische Sängerin und Unternehmerin.

## Leben
1995 nahm sie an einem von Radio Televisyen Malaysia ausgetragenen Gesangswettbewerb teil und gewann diesen. 1996 nahm sie bei dem Label Suria Records ihr erstes Album auf. 1997 gewann sie erstmals bei Anugerah Industri Muzik. Die mehrfach preisgekrönte Sängerin verkaufte bis 2018 6 Millionen Schallplatten und gründete 1998 eine eigene Produktionsfirma.
2006 heiratete sie, 2018 kam das erste gemeinsame Kind des Paares zur Welt.

## Diskografie
- Siti Nurhaliza 1 (1996)
- Siti Nurhaliza 2 (1997)
- Cindai (1997)
- Adiwarna (1998)
- Seri Balas (1999)
- Pancawarna (1999)
- Sahmura (2000)
- Safa (2001)
- Sanggar Mustika (2002)
- E.M.A.S (2003)
- Anugerah Aidilfitri (2003)
- Prasasti Seni (2004)
- Transkripsi (2006)
- Hadiah Daripada Hati (2007)
- Lentera Timur (2008)
- Tahajjud Cinta (2009)
- CTKD: Canda, Tangis, Ketawa & Duka (2009)
- All Your Love (2011)
- Fragmen (2014)
- SimetriSiti (2017)